# Серђент Јонел Штефан (Бузау)
Серђент Јонел Штефан (рум. Sergent Ionel Ștefan) насеље је у Румунији у округу Бузау у општини Рушецу. Oпштина се налази на надморској висини од 45 m.

## Становништво
Према подацима из 2002. године у насељу је живело 272 становника, од којих су сви румунске националности.